# Oskar Bürgener

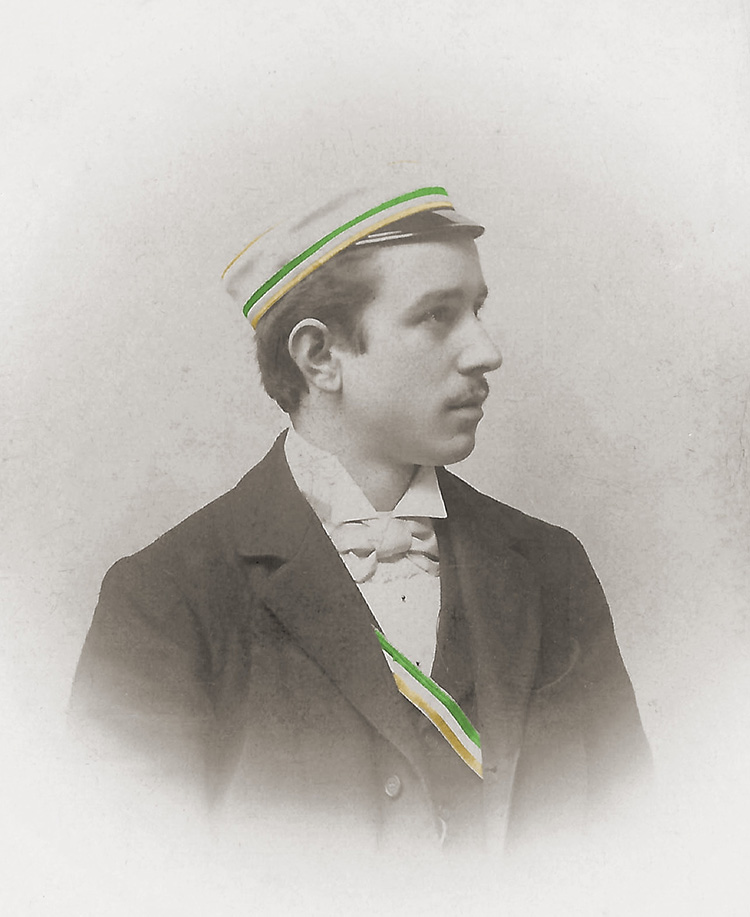
Oskar Bürgener als Marburger Student in Couleur des Wingolfs, 1896

Oskar Bürgener (* 23. März 1876 in Sachsenhagen; † 12. Januar 1966 in Stralsund) war ein deutscher Gymnasiallehrer, Biologe und Botaniker.

## Ausbildung und berufliche Tätigkeit
Oskar Bürgener wurde 1876 im Schaumburgischen Sachsenhagen geboren; er verlebte seine Kindheit in Fuhlen an der Weser, wo sein Vater als Pfarrer und Gärtner tätig war. Er interessierte sich als Kind bereits sehr für seine natürliche Umgebung. Von 1886 bis Ostern 1896 besuchte er das Gymnasium in Rinteln. Im Anschluss begann er ein Studium der Mathematik und der Naturwissenschaften im Göttingener Universität und  Universität in Marburg. Er wurde Mitglied des Göttinger und Marburger Wingolf. Im November 1900 bestand er die Prüfung (1. Staatsexamen) für das Lehramt an Höheren Schulen und begann seinen Vorbereitungsdienst. Dieser führte ihn von 1900 bis 1902 in die Städte Trier, Köln, Düren und Siegburg. Nach dem 2. Staatsexamen war er von 1902 bis September 1906 in Köln an einer Oberrealschule fest angestellt. Am 1. Oktober 1906 trat er seinen Dienst als Oberlehrer an einem Realgymnasium in Stralsund an. Hier wurde er 1914 zum Professor und 1928 zum Oberstudienrat ernannt. Seine Pensionierung im März 1938 wurde nach Kriegsausbruch zurückgenommen, auch nach dem Krieg war er noch bis zum 1. Juni 1949 im Schuldienst tätig.
Im Jahr 1966 starb Oskar Bürgener in Stralsund.

## Tätigkeit als Botaniker
Während seines Studiums begann er, sich für Floristik zu interessieren. Prägend war für ihn sein Universitätslehrer Peter. Er unternahm auch nach seinem Studium Reisen, die ihn auf die friesischen Inseln, in den Harz und nach Bornholm führten. Während seiner langjährigen Tätigkeit in Stralsund sammelte er u. a. 324 Moosarten seiner vorpommerschen Wahlheimat. Über zehn Jahre lang stand er in engem Kontakt zum Berliner Forscher Hans Sydow (1879–1946), für den er für dessen „Mycothea germanica“ etwa 80 Pilze sammelte und der für ihn im Gegenzug 750 niedere Pilze bestimmte.
Otto Dibbelt, der Gründer des Natur-Museums in Stralsund, aus dem das heutige Deutsche Meeresmuseum hervorging, konnte ihn im Frühjahr 1950 für die Mitarbeit am Aufbau eines Museums der Naturkunde gewinnen. Hier sichtete und ordnete er unter anderem die Vogeleiersammlung und die Herbarien. Er führte seine privaten Sammlungen in den Bestand des Museums über, so seine Pilzsammlungen und Herbarien, und betreute zudem den Garten des Museums. Er legte als Basis für das neue Stralsunder Heimatherbarium die räumlichen Grenzen fest, die Theodor Marsson in seinem 1869 erschienenen Werk „Flora von Neu-Vorpommern und den Inseln Rügen und Usedom“ beschrieben hatte, und sammelte in diesem Gebiet die von Marsson beschriebenen Pflanzen. Das Heimatherbarium enthielt 1966 3.285 Herbarblätter.
Für seine Arbeit beim Aufbau des Museums wurde er 1959 zum Ehrenkustos des Museums ernannt. Im September 1965 kündigte er seine Tätigkeit; vier Monate später starb er.